# Knipowitschia mrakovcici
Knipowitschia mrakovcici — вид прісноводних риб з родини Gobiidae, до 4,5 см довжиною. Ендемік Хорватії, зустрічається виключно у річці Крка.